# Whipsnade Zoo
Whipsnade Zoo je zoologická zahrada v Dunstablu v anglickém hrabství Bedfordshire. Otevřena byla v roce 1931 a patří Londýnské zoologické společnosti, která provozuje také Londýnskou zoologickou zahradu v Regentském parku.
Rozloha zahrady je přibližně 2,4 km² a má celkem necelé tři tisíce zvířat více než dvou set druhů.